# ایرینا پالچیکووا
ایرینا پالچیکووا (اوکراینی: Ірина Гаврилівна Пальчикова-Білецька؛ زادهٔ ۲۲ مارس ۱۹۵۹) بازیکن هندبال اوکراینی‌تبار اهل شوروی بود.